# Hisashi Tsuchida
Hisashi Tsuchida (japonès: 土田尚史)  (Okayama, 1 de febrer de 1967), és un exfutbolista japonès.

## Selecció japonesa
Va formar part de l'equip olímpic japonès a la Copa d'Àsia de 1988.